# Lord Lyon
 (octobre 2013).

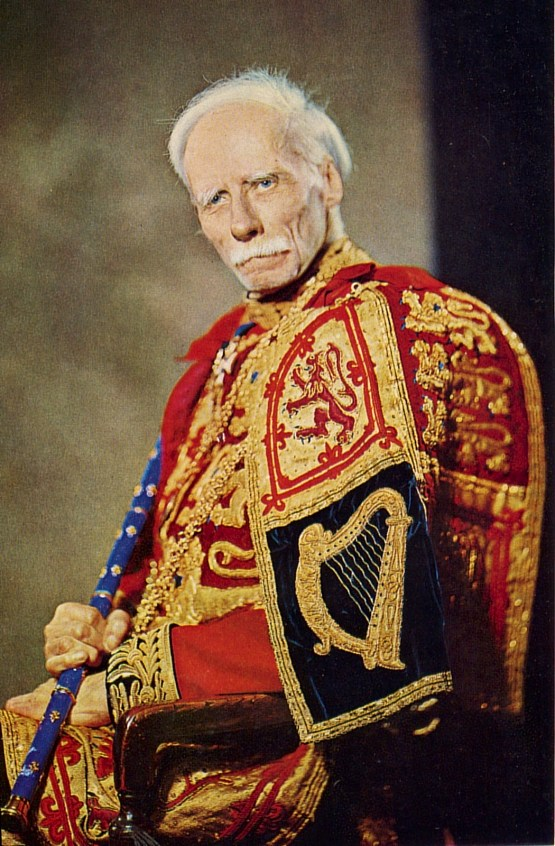
Sir Thomas Innes of Learney, Lord Lyon, roi d'Armes, portant le tabard.

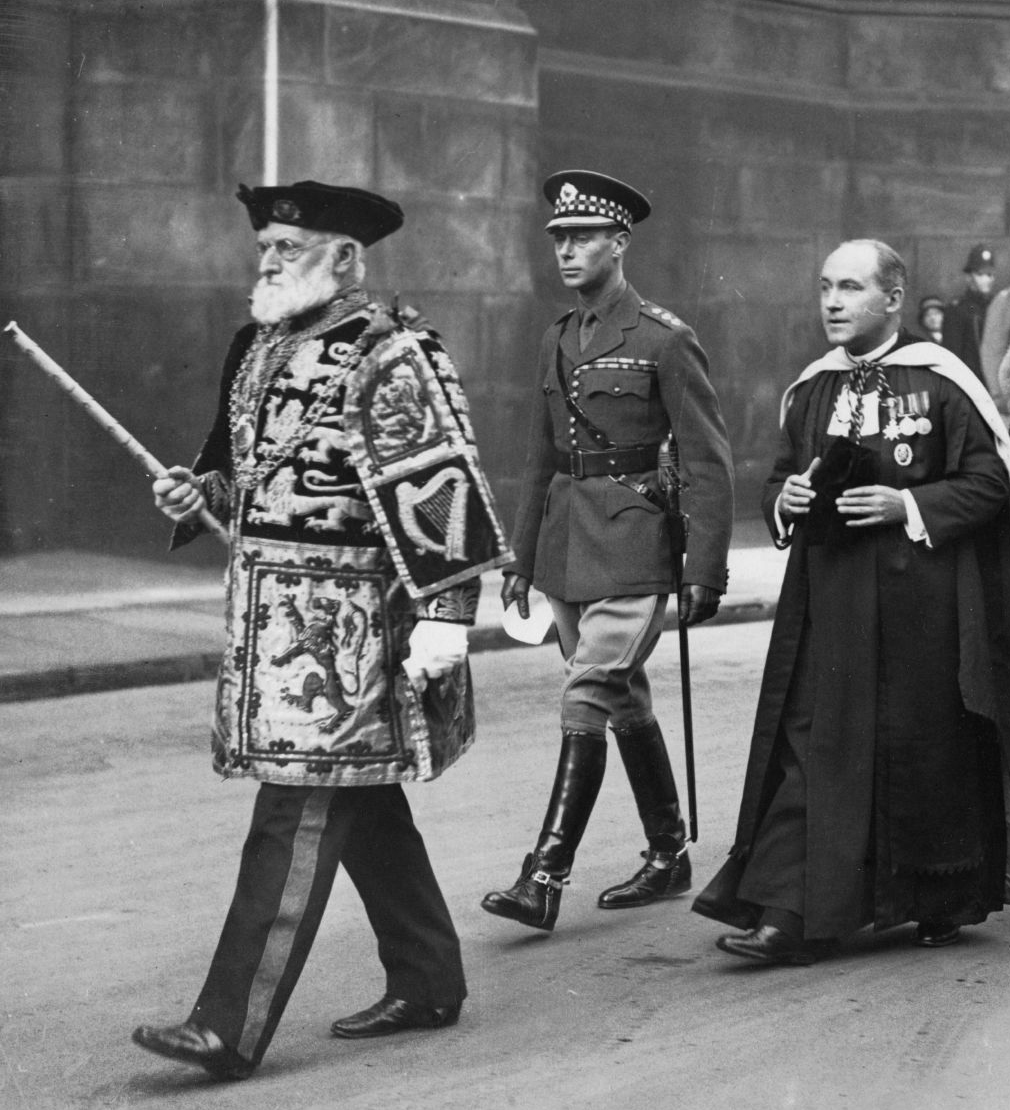
Sir Francis James Grant, Lord Lyon, roi d'Armes, et le duc d'York en procession vers la cathédrale Saint-Gilles d'Édimbourg en 1933.

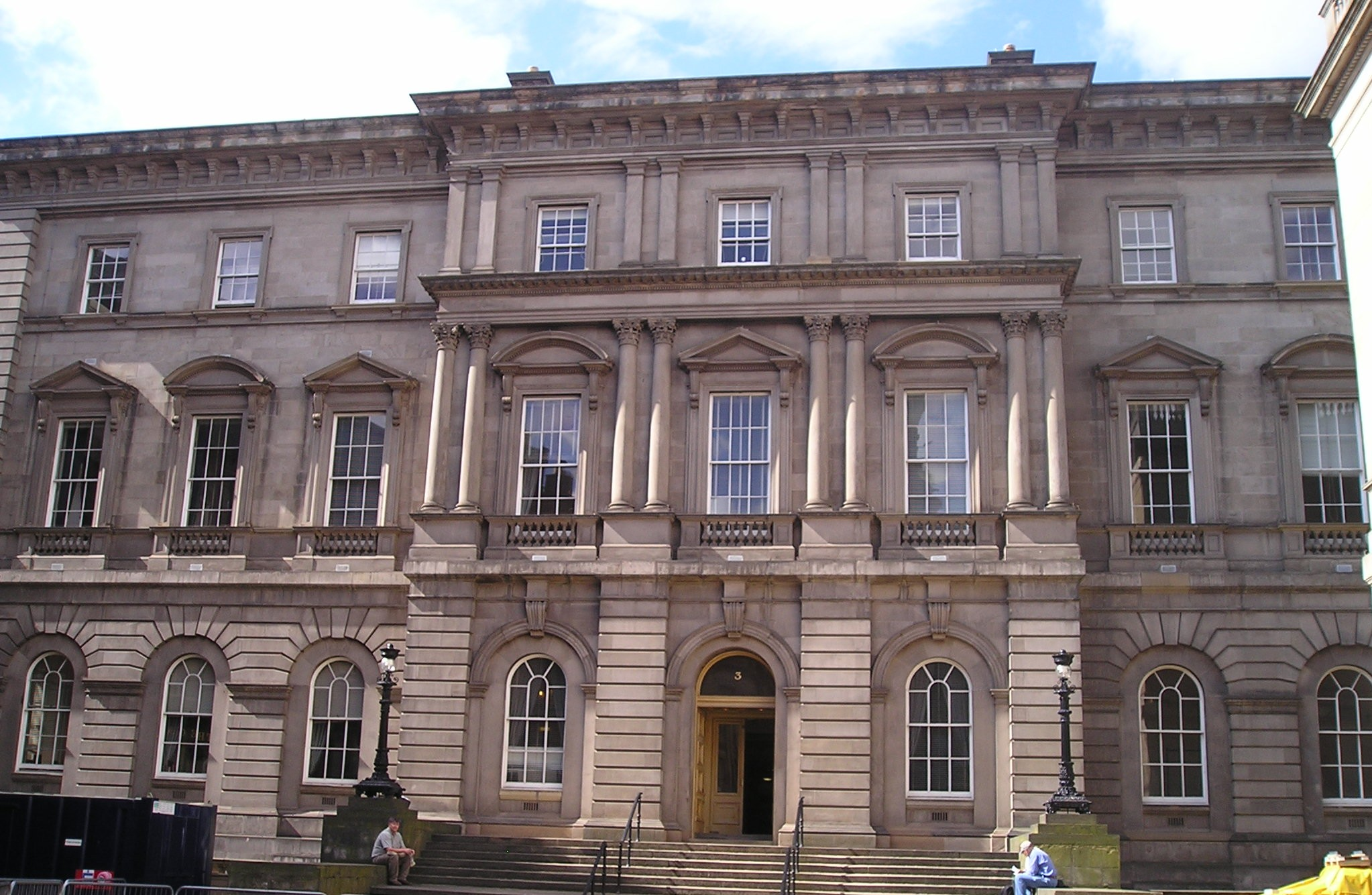
Nouvel hôtel des archives, siège de la Cour du Lord Lyon (en 2006).

Le roi d'Armes Lord Lyon (en anglais : « Lord Lyon King of Arms »), chef de la Cour Lyon, est le dernier des grands officiers d'État d'Écosse et est le personnage officiel écossais ayant la responsabilité de réglementer l'héraldique dans ce pays, octroyant de nouvelles armoiries, et servant de juge de la cour du Lord Lyon, la plus ancienne cour héraldique du monde encore en fonction de manière permanente. Ce poste était autrefois tenu par un grand noble, dont les fonctions étaient en pratique exercées par son assistant le Lyon-Député. La pratique de nommer des Lyon-Députés, toutefois, a cessé en 1866.
Le Lord Lyon est responsable de la supervision des cérémonies d'État en Écosse, pour l'octroi de nouvelles armoiries à des personnes physiques ou morales, et pour la certification de généalogies et la confirmation de prétentions à des armoiries existantes.
Comme la Cour Lyon est un organisme gouvernemental, les frais payés pour l'octroi d'armoiries sont versés au trésor de Sa Majesté (HM Treasury). L'usurpation des armoiries est une infraction pénale en Écosse, et est considérée comme une évasion fiscale. Des poursuites sont introduites auprès de la Cour Lyon, dont le Lord Lyon est le juge unique. La juridiction d'appel est la cour de Session à Édimbourg, et en dernier ressort la Chambre des lords à Londres, selon la pratique juridique habituelle. Il n'y a pas d'appel si le Lord Lyon refuse d'octroyer des armoiries, car il n'agit alors pas en tant que juridiction, mais exerce la prérogative royale.
Le Lord Lyon a plusieurs équivalents anglais.
- La responsabilité pour les cérémonies d'État écossaises est le parallèle de celle de l'Earl Marshal en Angleterre.
- Le Lord Lyon est le seul roi d'Armes d'Écosse. L'Angleterre en a trois : Garter Principal, Clarenceux (responsable pour le Sud de l'Angleterre), et Norroy and Ulster (responsable pour le Nord de l'Angleterre et l'Irlande du Nord). À la différence des rois d'armes anglais, il n'est pas subordonné à l'Earl Marshal.
- La Cour du Lord Lyon est l'autorité héraldique pour l'Écosse, de manière très comparable au College of Arms qui est compétent pour l'octroi d'armoiries en Angleterre.

Alors que la Cour de chevalerie (qui s'est réunie pour la dernière fois en 1954) est une juridiction civile, la Cour Lyon se réunit souvent et est une juridiction pénale. Le Lord Lyon est compétent pour faire détruire les armoiries usurpées et ce à quoi elles sont apposées. Par exemple, quand l'hôtel de ville de Leith, maintenant utilisé comme commissariat de police, fut rénové dans les années 1990, on s'aperçut que plusieurs armoiries ornant la salle du conseil étaient attribuées à la mauvaise personne. La police reçut la permission dérogatoire de conserver ce décor, mais à condition que les guides touristiques mentionnent l'anomalie historique.
Le Lord Lyon est aussi l'un des rares individus en Écosse ayant l'autorisation officielle d'arborer le « Lion Rampant », l'Étendard royal d'Écosse. Le titre de Lord Lyon lui-même vient de cet emblème de «Lion Rampant».
L'équivalent canadien du Lord Lyon est l'Autorité héraldique du Canada.

## Liste des tenants de l'office
Liste des tenants du titre depuis le 15e siècle :
- Alexander Nairne (1437-1450)
- Duncan Dundas (1450-1471)
- Henry Thomson (1496-1512)
- Sir William Cumyng (1512-1530)
- Sir David Lyndsay of the Mount (1530-1535)
- Sir Robert Forman (1535-1567)
- Sir William Stewart (1567-1568)
- Sir David Lindsay of Rathillet (1568-1591)
- Sir David Lindsay of the Mount (1591-1621)
- Sir Jerome Lindsay (1621-1630)
- Sir James Balfour (1630-1658)
- Sir James Campbell (1658-1660)
- Gilbert Stewart (1660)
- Sir Alexander Dundas (1660-1663)
- Sir Charles Erskine, Bt (1663-1677)
- Sir Alexander Erskine of Cambo (en) (1677-1726)
- Alexander Brodie (en) (1727-1754)[3]
- John Hooke-Campbell (1754-1796)
- Robert Hay-Drummond (1796-1804)
- Thomas Hay-Drummond (1804-1866)
- George Burnett (1866-1890)
- Sir James Balfour Paul (1890-1927)
- Captain George Sitwell Campbell Swinton (1927-1929)
- Sir Francis James Grant (1929-1945)
- Sir Thomas Innes of Learney (1945-1969)
- Sir James Monteith Grant (1969-1981)
- Sir Malcolm Innes of Edingight (1981-2001)
- Robin Orr Blair (2001-2008)
- Dr William David Hamilton Sellar (2008-2014)
- Dr Joseph Morrow (depuis 2014)